# George Harris
George Harris (Granada, 20 de Outubro de 1949), é um ator britânico, que trabalhou no filme Harry Potter and the Order of the Phoenix como Kingsley Shacklebolt.

## Filmografia
- The Sweeney, 'Pay Off' como Zak Franklyn, (1976)
- Flash Gordon, como Prince Thun of Ardentia (1980)
- The Dogs of War como Colonel Bobi (1981)
- Raiders of the Lost Ark como Katanga (1981)
- Prime Suspect 2 como Vernon Allen (1992)
- The Bill, 'Walking The Line' como Mr Price  (1999)
- Black Hawk Down como Osman Atto (2001)
- Casualty como Clive King (1986) e Neville Newton (2004)
- Layer Cake como Morty (2004)
- The Interpreter como Kuman-Kuman (2005)
- 55 Degrees North como Errol Cole (2004 and 2005)
- Harry Potter and the Order of the Phoenix como Kingsley Shacklebolt (2007)
- Harry Potter and the Deathly Hallows Part 1 como Kingsley Shacklebolt (2010)
- Harry Potter and the Deathly Hallows – Part 2 como Kingsley Shacklebolt (2011)